# Weerter Actie Partij
De Weerter Actie Partij (WAP) was een lokale politieke partij in de eerste helft van de jaren '00 van de 21e eeuw in de Nederlandse gemeente Weert. De partij werd in 2001 opgericht, en begon als een grap tegen te hoge parkeertarieven in Weert. Voorman was John van de Boogaard, medewerker van Bospop en een bekende verschijning in het Weerter uitgaansleven.
De WAP deed mee aan de gemeenteraadsverkiezingen in 2002 en behaalde één zetel in de Weerter raad. Deze werd ingenomen door Van de Boogaard. Belangrijkste programmapunt van de partij waren onbeperkte openingstijden voor de horeca in het weekend. Na de verkiezingen nam Weert Lokaal als grootste partij het initiatief tot het vormen van een coalitie. De beoogde samenwerking met de PvdA kwam niet tot stand waardoor Weert Lokaal zich genoodzaakt zag een coalitie te vormen met de VVD, D66 en de WAP. In ruil voor het inwilligen van het belangrijkste programmapunt van de WAP, de onbeperkte openingstijden voor de horeca, leverde de partij géén wethouder. De coalitie had de kleinst mogelijke meerderheid in de gemeenteraad en was daardoor weinig succesvol.
Tijdens het bestaan van de partij kwam van de Boogaard regelmatig in het nieuws door uitspattingen in het uitgaansleven. Hierdoor kreeg de WAP ook weleens schertsend de bijnaam Weerter Alcoholisten Partij.
Tijdens de deelname aan het college van B&W ging het snel bergafwaarts met de WAP. Actieve leden keerden de WAP de rug toe en sloten zich aan bij andere partijen of vertrokken uit de politiek. Al snel leidde de WAP daardoor een marginaal bestaan. Vlak voor de gemeenteraadsverkiezingen van 2006 sloot Van de Boogaard zich aan bij coalitiepartner Weert Lokaal. Tegelijkertijd werd de WAP opgeheven. Voor de raadsverkiezingen stond van de Boogaard twaalfde op de kandidatenlijst van Weert Lokaal. Hij werd niet in de raad herkozen.